# Estoa de Átalo

La Estoa de Átalo (en griego antiguo: Στοὰ του Ἀττάλου, romanizado: Stoa tū Attalū) es un pórtico helenístico situado en la parte oriental del ágora de Atenas.Se construyó originalmente hacia 159-138 a. C. En la actualidad, en su emplazamiento se levanta un nuevo edificio que imita al original.

## Historia

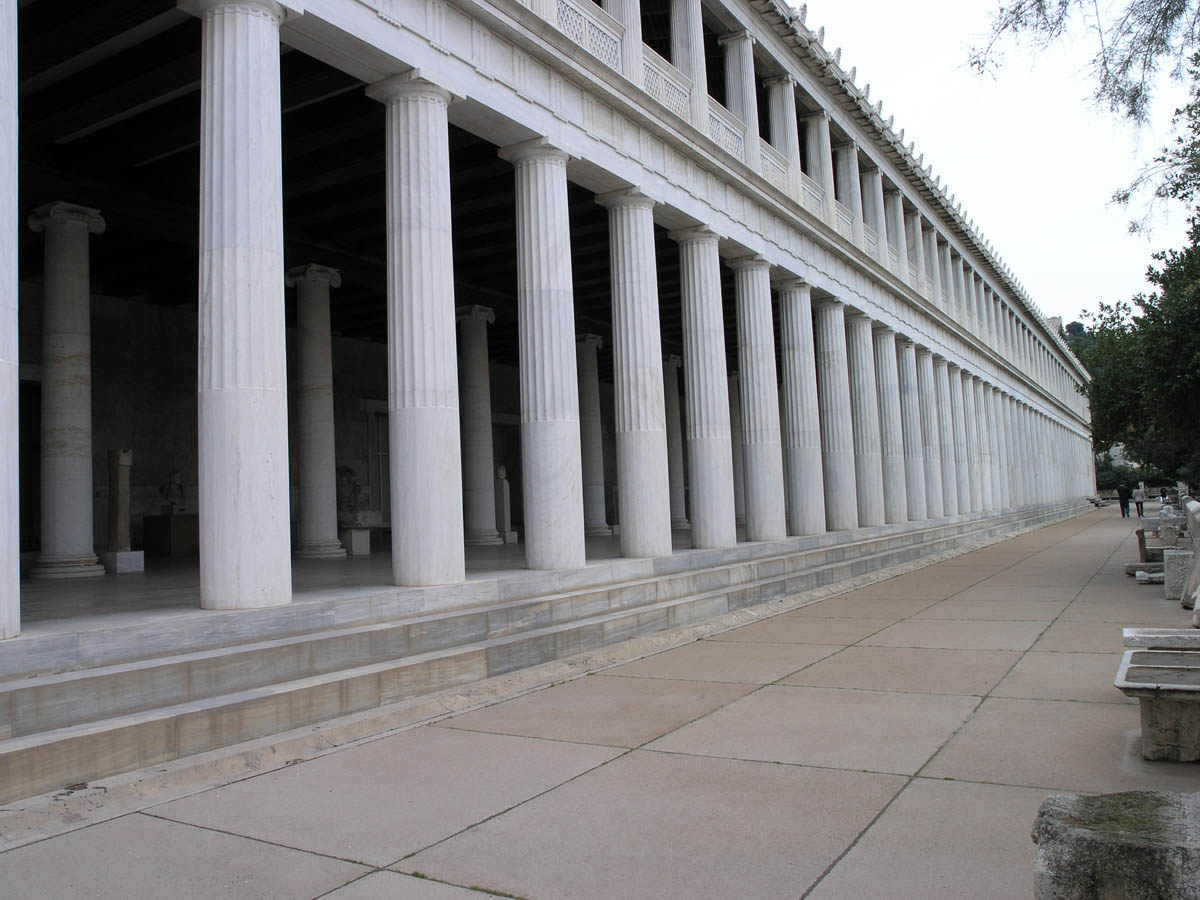
Los dos niveles del pórtico: planta baja dórica y primer piso jónico.

El monumento fue construido por Átalo II Filadelfio, durante su reinado en Pérgamo (159 a 138 a. C.). Era un regalo a la polis de Atenas, en agradecimiento a la educación por parte de Carnéades, que había recibido en ella antes de ser rey. El edificio es similar en su diseño básico a la Estoa que el hermano de Átalo, y predecesor como rey, Eumenes II (Estoa de Eumenes), había erigido en la ladera sur de la Acrópolis junto al Teatro de Dioniso. La principal diferencia es que la stoa de Átalo tenía una hilera de 42 habitaciones cerradas en la parte trasera de la planta baja que servían de tiendas.
Fue destruida por los hérulos, en el año 267, y sus restos se incorporaron a la nueva muralla de la ciudad, de época romana tardía. Esto preservó el extremo norte del edificio hasta el nivel del techo.
Entre 1859-1862 y en 1898-1902 las ruinas de la Estoa fueron despejadas e identificadas por la Sociedad Arqueológica de Atenas. Sus esfuerzos fueron completados por la Escuela Americana de Estudios Clásicos en el curso de su excavación del Ágora, que había comenzado en mayo de 1931 bajo la supervisión de T. Leslie Shear. Su propuesta fue aceptada y así, en junio de 1953, Ward M. Canaday (presidente del Consejo de Administración de ASCSA entre 1949 y 1964) autorizó el inicio de los trabajos y, en enero de 1954, se inauguró formalmente el programa de paisajismo.
En 1948, Homer Thompson (director de campo de las excavaciones del Ágora entre 1946 y 1967, llevadas a cabo por la Escuela Americana de Estudios Clásicos de Atenas (ASCSA) propuso reconstruirla  para que sirviera de museo y albergara los hallazgos arqueológicos. Su tamaño era adecuado y quedaban suficientes elementos arquitectónicos para reconstruirla con precisión. En concreto, quedaba suficiente parte del extremo norte para que los ingenieros pudieran asegurarse de que el edificio reconstruido tendría la misma altura que el original.Su propuesta fue aceptada y, así, en junio de 1953, Ward M. Canaday (presidente del Consejo de Administración de la ASCSA entre 1949 y 1964) autorizó el comienzo de las obras y, en enero de 1954, se inauguró formalmente el programa paisajístico.
Esta estoa fue reconstruida de 1953 a 1956 por la Escuela Americana de Estudios Clásicos de Atenas, gracias a la financiación de John D. Rockefeller Jr. El edificio alberga el Museo del Ágora de Atenas. El edificio se reconstruyó sobre los cimientos originales, pero para facilitar su nueva función como museo se introdujeron algunos cambios en la zona de almacenamiento del sótano, el tamaño de las ventanas y la posición de las puertas, al tiempo que se eliminaron algunas paredes interiores.El edificio incorporó la mayor parte posible de la estructura y los materiales originales. En particular, pudieron conservarse el extremo norte, las tiendas más meridionales, parte del muro sur y el extremo sur de la escalinata exterior.Se abrieron canteras en El Pireo y en el Monte Pentélico para obtener material similar al origin al. Los muros se construyeron con piedra caliza del Pireo, mientras que la fachada, las columnas y las molduras interiores utilizaron mármol pentélico, y las tejas, de arcilla del Ática.Se emplearon hasta 150 obreros, entre ellos 50 maestros albañiles, 20 carpinteros y cinco aceristas.
En 1957, el Estado griego asumió la responsabilidad de la administración y la seguridad del museo y del yacimiento arqueológico.

## Descripción

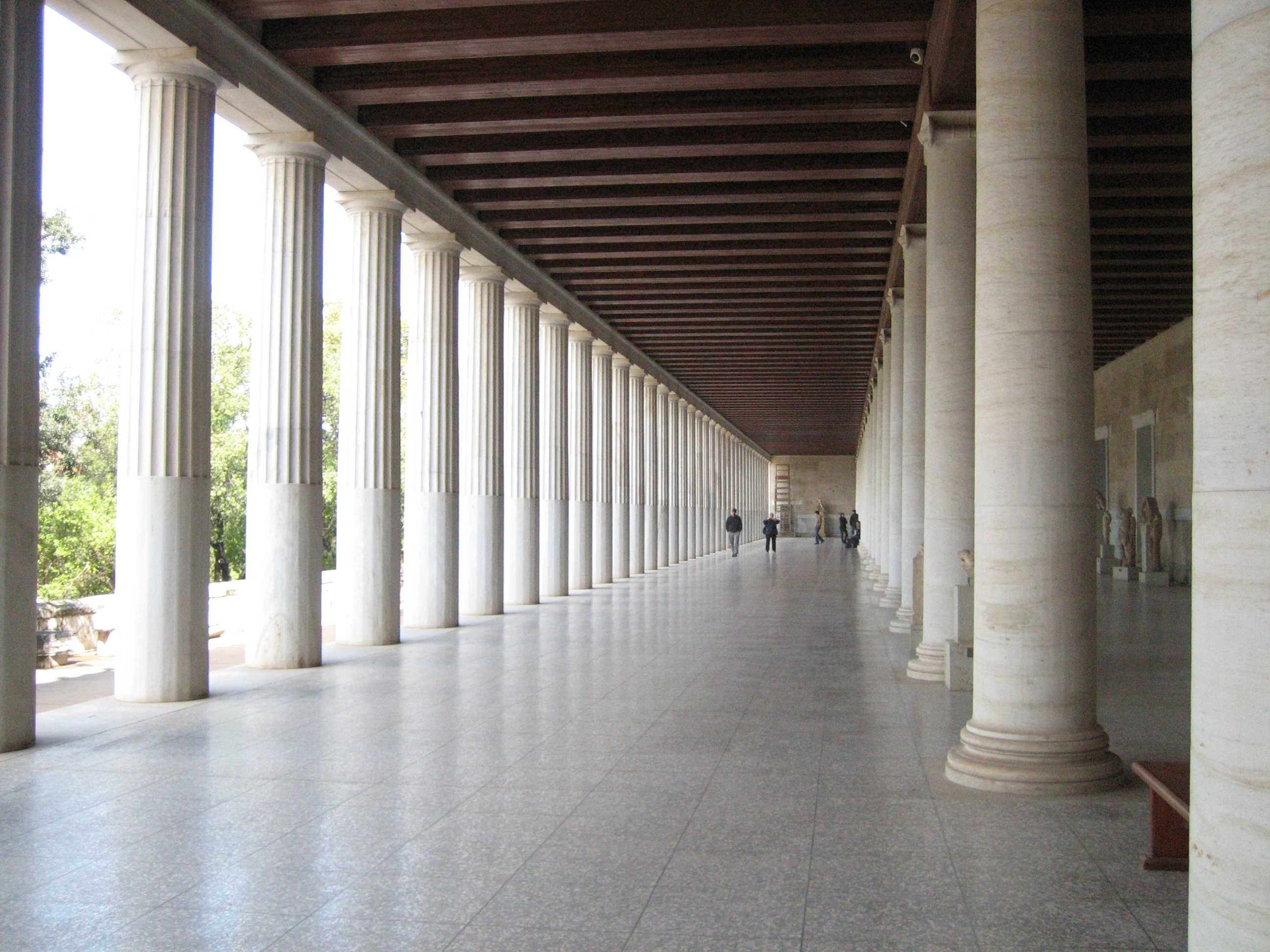
Interior de la Estoa de Átalo reconstruida.

Típica de la arquitectura helenística, la estoa era un edificio de grandes dimensiones: 112,09 m de largo por 19,40 m de ancho. Tenía dos niveles, una planta baja dórica y un piso superior jónico, unidos por una escalera en cada extremo. Las paredes eran de piedra caliza del Pireo, con una fachada de mármol del Pentélico y cubierta de tejas.
En la antigüedad, el conjunto acogía 21 locales en cada planta, cada una de 4,91 m x 4,66 m. Los locales eran alquilados por el Estado ateniense. Se trataba, por tanto, de un centro comercial, pero también de un lugar de sociabilidad, donde los atenienses podían reunirse y discutir, resguardados del sol en verano y del frío en invierno.

## Actualidad

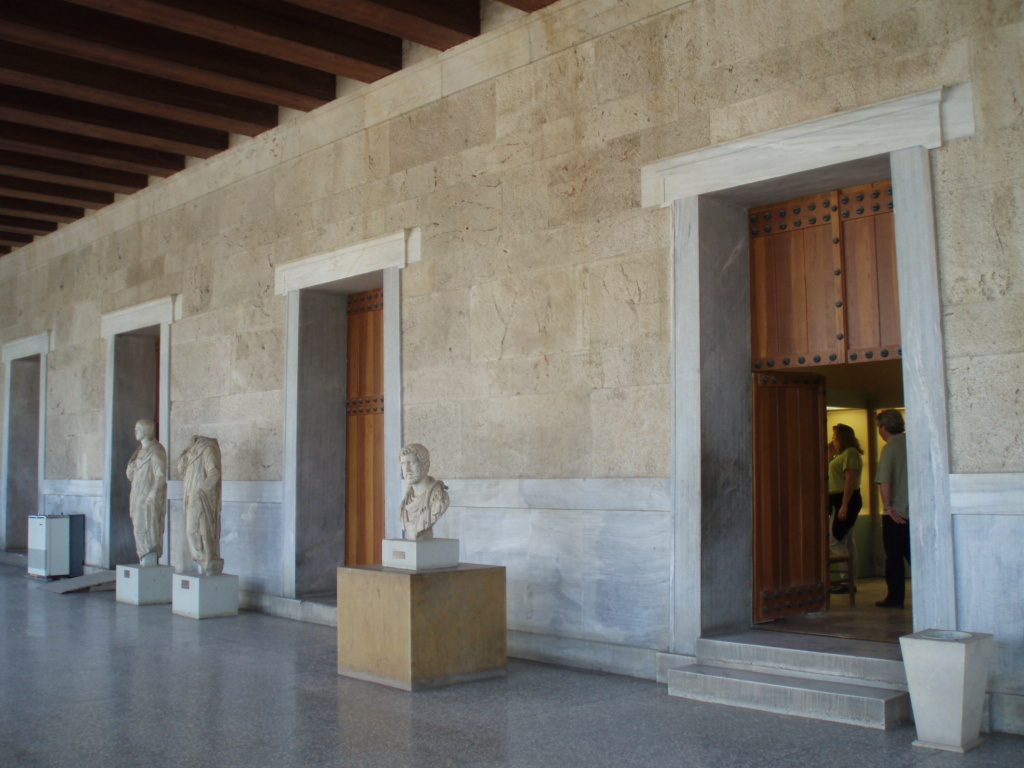
Puertas de entrada al edificio interior.

Desde su reconstrucción, la Estoa de Átalo alberga el Museo del Ágora de Atenas. Consta de almacenes en el sótano, zona de exposición en la planta baja y salas de trabajo en el primer piso. Algunas partes del edificio original se conservan, incorporadas en el extremo sur, por lo que el visitante puede comprobar la validez de la restauración.
La Estoa de Átalo ha sido utilizada a veces para manifestaciones no arqueológicas, que se beneficiaban del prestigio de este monumento, símbolo de la ciudad antigua. La ceremonia de la firma de la ampliación de la UE a diez nuevos países (Estonia, Letonia, Lituania, Polonia, República checa, Eslovaquia, Hungría, Eslovenia, Chipre, Malta) fue organizada allí, bajo la presidencia griega de la UE, el 16 de abril de 2003.
El Ministerio de Cultura griego emprendió nuevas renovaciones entre 2003 y 2004. La segunda planta del edificio se reformó y reabrió en 2012.